# Municipio de San Juan Evangelista Analco
El municipio de San Juan Evangelista Analco (del zapoteco: latziduu ‘Llano parado’) es uno de los 570 municipios del estado de Oaxaca, México. Pertenece al distrito de Ixtlán, dentro de la Región Sierra de Juárez. Su cabecera es la localidad de San Juan Evangelista Analco.

## Geografía
El municipio abarca 17.55 km² y se encuentra a una altitud promedio de 2080 m s. n. m., oscilando entre 3000 y 1200 m s. n. m.

## Demografía
De acuerdo a un censo del 2010, realizado por el INEGI, en el municipio habitan 404 personas, repartidas entre 2 localidades. Pero conforme a un último censo realizado también por el INEGI en el 2020, la población actual era de 407 personas, con una población total conformada por 215 mujeres y 192 hombres.